# 系膜增生性腎小球腎炎
系膜增生性腎小球腎炎(Mesangial proliferative glomerulonephritis)是腎小球腎炎(glomerulonephritis)的一種形式，伴隨著原發性系膜(mesangium)而產生。 有一些證據表明，白細胞介素10(Interleukin-10 (IL-10))在動物模型可以抑制"系膜增生性腎小球腎炎"。 且它由世界卫生组织(WHO)列為II型的"狼瘡性腎炎"(lupus nephritis)。

## 機制
「"腎小球系膜細胞"(Mesangial cell)在"腎小球"(renal glomerulus)使用"內吞作用"(endocytosis)佔用、並降低循環的"免疫球蛋白"(immunoglobulin)。」這個一般的過程刺激著"系膜細胞"(mesangial cell)的增生和"基質沉積"(matrix deposition)。因此，在高溫循環免疫球蛋白(如狼瘡及IgA肾病作用的時候、人們會期望看到"系膜細胞"(mesangial cell)和"腎小球"(glomerulus)基質數目的增加。這就是"腎病綜合徵"(nephritic syndromes)的特徵。